# جرمی رودریگز
جرمی رودریگز (انگلیسی: Jérémie Rodrigues؛ زادهٔ ۱ نوامبر ۱۹۸۰) بازیکن فوتبال اهل فرانسه است.
از باشگاه‌هایی که در آن بازی کرده‌است می‌توان به باشگاه فوتبال نئا سالامیس فاماگوستا، باشگاه فوتبال لوکوموتیو صوفیه، باشگاه فوتبال زسکا صوفیه، و باشگاه ورزشی لیماسول اشاره کرد.